# Нелимаркка, Ээро

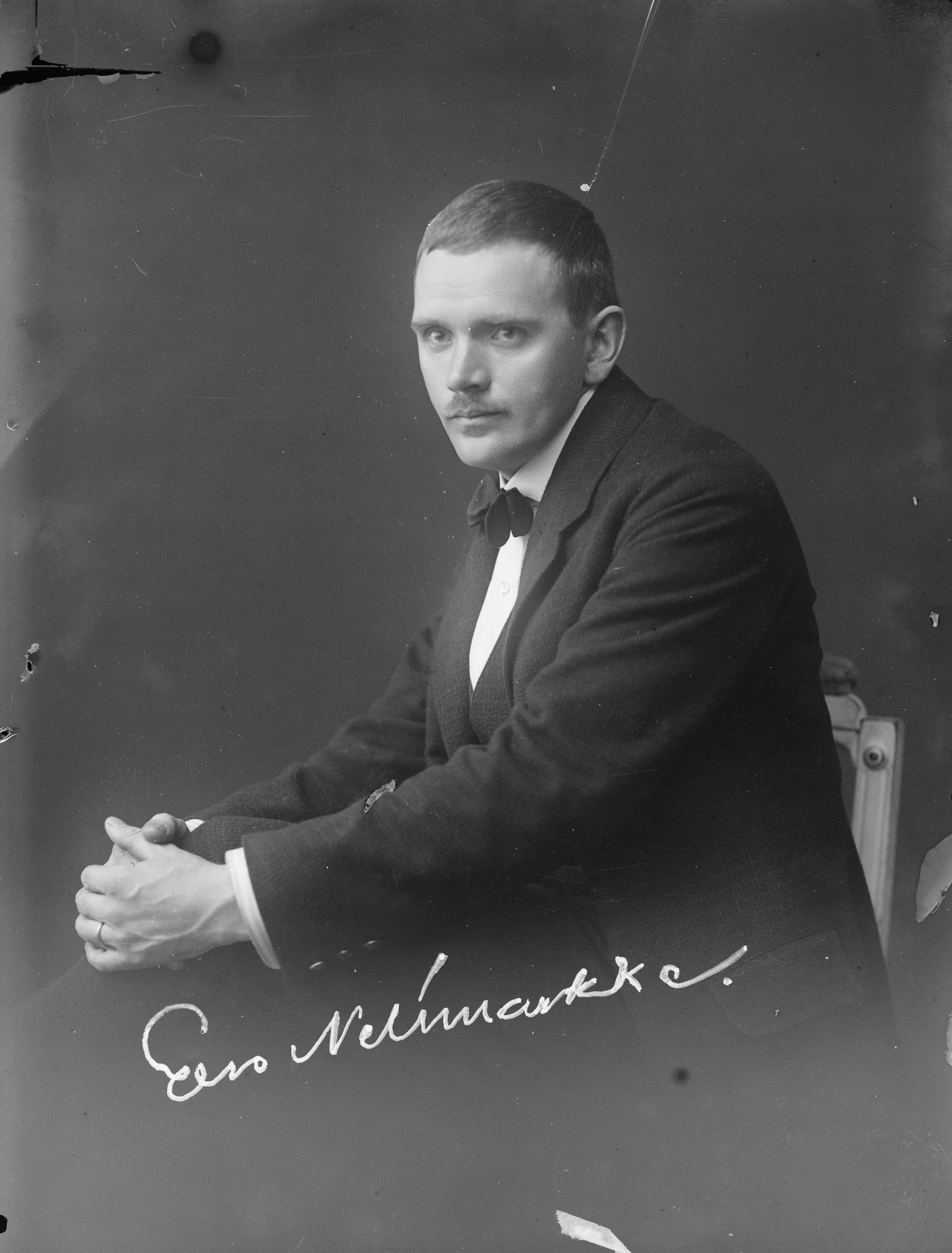
Э. Нелимаркка. 1920-е годы

Ээро Александр Нелимаркка (фин. Eero Nelimarkka; 10 октября 1891, Вааса, Великое княжество Финляндское, Российская империя — 27 января 1977, Хельсинки, Финляндия) — финский художник-пейзажист, портретист. Лауреат высшей государственной награды Финляндии для деятелей искусств Pro Finlandia (1956). Один из ведущих художников Финляндии.

## Биография
Родился в семье портного. Сперва учился у Ээро Ярнефельта. В 1912 году отправился во Францию, где обучался в Академии де ла Гранд-Шомьер и Академии Жюлиана.
Участник Гражданской войны в Финляндии. Белофинн. Окончил Хельсинкский политехнический институт.
В молодости увлекался модернизмом и экспрессионизмом. Его дебютная выставка состоялась в Хельсинки в 1913 году. Его первые зарубежные выставки состоялись в 1917 году в Москве, а последняя — в Китае в 1958 году.
В работах художника прослеживаются следы не только кубизма, но и раннего импрессионизма. После экспериментов с формой и цветом в начале пути Нелимаркка обратился к пейзажам и портретам, натюрмортам.
В 1945 году, став профессором живописи и известным художником, основал «Фонд Нелимаркка», задачей которого по сей день является поддержание информирование о его творчестве.
Похоронен на кладбище Хиетаниеми в Хельсинки.